# Chaenorhinum johnstonii
Chaenorhinum johnstonii là một loài thực vật có hoa trong họ Mã đề. Loài này được Otto Stapf mô tả khoa học đầu tiên năm 1906 dưới danh pháp Linaria johnstonii. Năm 1943 Francis Whittier Pennell chuyển nó sang chi Chaenorhinum.

## Phân bố
Loài này có tại Afghanistan, Pakistan, Ấn Độ (trong vùng Tây Himalaya như Kashmir).